# جون سيدا
جون سيدا (بالإنجليزية: Jon Seda) هو ملاكم وممثل أمريكي، ولد في 14 أكتوبر 1970 بنيويورك في الولايات المتحدة.
بدأ مشواره المهني سنة 1992.

## أعمال

### أفلام
- (1995) 12 قردا[5]
- (1996) الخوف البدائي[6]
- (1997) سيلينا
- (2002) بلا منازع
- (2003) فتيان أشقياء 2[7][8][9]
- (2011) لاري كراون[10]

### مسلسلات
- الهادئ[11]
- ميامي
- شيكاغو بي دي
- هاواي فايف أو
- هاوس

• أوز

## وصلات خارجية
- جون سيدا على موقع IMDb (الإنجليزية)
- جون سيدا على موقع ألو سيني (الفرنسية)
- جون سيدا على موقع أول موفي (الإنجليزية)
- جون سيدا على موقع قاعدة بيانات الأفلام السويدية (السويدية)
- جون سيدا على موقع إن إن دي بي (الإنجليزية)
- جون سيدا على موقع قاعدة بيانات الفيلم (الإنجليزية)
- جون سيدا على موقع كينوبويسك (الروسية)